# ナポ県
ナポ県（ナポけん、西: Provincia de Napo）は、エクアドルの県。県都はテナ。ナポ川が流れる。産業が育っていないため、あまり発展していない。スペイン人による征服から逃れた人々が、深いアマゾン熱帯雨林のなかで今でも暮らしている。
アンティサーナ生態保護区とリモンコチャ国立生物保護区がある。2025年、スマコ山一帯はユネスコ世界ジオパークに指定された。

## 隣接する県
- スクンビオス県
- オレリャーナ県
- パスタサ県
- トゥングラワ県
- コトパクシ県
- ピチンチャ県

## カントンと都市
ナポ県は5つのカントン（Cantón）に分けられる。
| カントン                               | 人口 （2010年） | 面積 （km2） | 中心都市                             |
| -------------------------------------- | --------------- | ------------ | ------------------------------------ |
| アルチドーナ郡                         | 24,969          | 3,029        | アルチドーナ                         |
| カルロス・フリオ・アロセメーナ・トラ郡 | 3,664           | 501,0        | カルロス・フリオ・アロセメーナ・トラ |
| エル・チャコ郡                         | 7,960           | 3,473        | エル・チャコ                         |
| キホス郡                               | 6,224           | 1,577        | バエサ                               |
| テナ郡                                 | 60,880          | 3,904        | テナ                                 |